# Енджеювский повет
Енджеювский повет (пол. powiat jędrzejowski) — повет (район) в Польше, входит как административная единица в Свентокшиское воеводство. Центр повета — город Ендже́юв. Занимает площадь 1257,17 км². Население — 87 374 человека (на 30 июня 2015 года).

## Административное деление
- города: Водзислав, Енджеюв, Малогощ, Сендзишув
- городско-сельские гмины: Гмина Водзислав, Гмина Енджеюв, Гмина Малогощ, Гмина Сендзишув
- сельские гмины: Гмина Имельно, Гмина Нагловице, Гмина Окса, Гмина Слупя, Гмина Собкув

## Демография
Население повета дано на 30 июня 2015 года.
| Перепись            | Всего  | Мужчины | Женщины |
| ------------------- | ------ | ------- | ------- |
|                     | чел.   | чел.    | чел.    |
| Всего               | 87 374 | 43 228  | 44 086  |
| Городское население | 26 130 | 12 619  | 13 511  |
| Сельское население  | 61 244 | 30 669  | 30 575  |